# Дом под оленем (Варшава)
Дом учреждения взаимного страхования Варшавско-Белостокской медицинской палаты (дом под оленем) (пол. Dom Zakładu Wzajemnego Ubezpieczenia Izby Lekarskiej) — жилое и офисное здание на углу улиц Тамка и Смульковского в Варшаве. Является охраняемым объектом культурного наследия. Спроектированное известным польским архитектором Богданом Пневским и построенное в 1937—1938 годах, оно является выдающимся примером польского модернизма и романтического функционализма 1930-х годов. Характерной чертой является барельеф оленя на эркере дома, созданный Юзефом Клуковским и являющимся символом дома. В доме проживало несколько известных личностей: Иво Галл и Ирена Романовска. Во время Варшавского восстания дом сильно пострадал и лишился большей части каменного фасада.

## История

### Исторический контекст до 1937 года
До середины XIX века на месте нынешнего дома протекала река Висла. Её естественное русло было изменчивым и часто приводило к катастрофическим наводнениям, особенно разрушительное произошло в 1844 году. После этого события власти приняли решение о масштабной корректировке русла реки, что позволило предотвратить дальнейшие затопления и открыло значительные площади земли для дальнейшего освоения.
После изменения русла Вислы и проведения градостроительных работ на освободившейся территории началась активная застройка. На территории дома до его постройки находилось небольшое хозяйственное строение с пристройкой. Район Повисле, на тот момент считавшийся промышленным районом с бедными рабочими кварталами, постепенно начал привлекать внимание урбанистов и девелоперов. Планы по модернизации Варшавы, разработанные в 1930-х годах, предлагали трансформацию района в более престижную жилую зону. В этот период здесь начали возводиться современные жилые здания, ориентированные на средний и высший класс.

Вид на место, где будет построен дом, примерно 1935—1936

Одним из таких проектов стало строительство дома учреждения взаимного страхования Варшавско-Белостокской медицинской палаты.

### Строительство и первоначальный проект (1937—1938)
Строительство было начато по заказу учреждения и предназначалось для его нужд, включая офисные помещения а так же была предусмотрена комната для охраны. Архитектором выступил известный польский архитектор Богдан Пневский. На момент строительства здание располагалось по адресу ул. Тамка 7.
С развитием модернизма произошло полное изменение внешнего вида построенных зданий. Обычай богато украшать фасады лепниной исчез в пользу облицовки — от клинкерной плитки до песчаника и различных видов штукатурки. Важную роль приобрела форма объекта, достигаемая за счет соответствующего использования материалов это веяние отразилось и на этом угловом модернистском доме с этажностью от 4 до 5 этажей представляющий два пересекающихся объема на внешней части, и форму напоминающую книгу на внутренней. Первый этаж и фасад здания имеют высоту до второго уровня с выступающей гранью со стороны ул. Тамка.

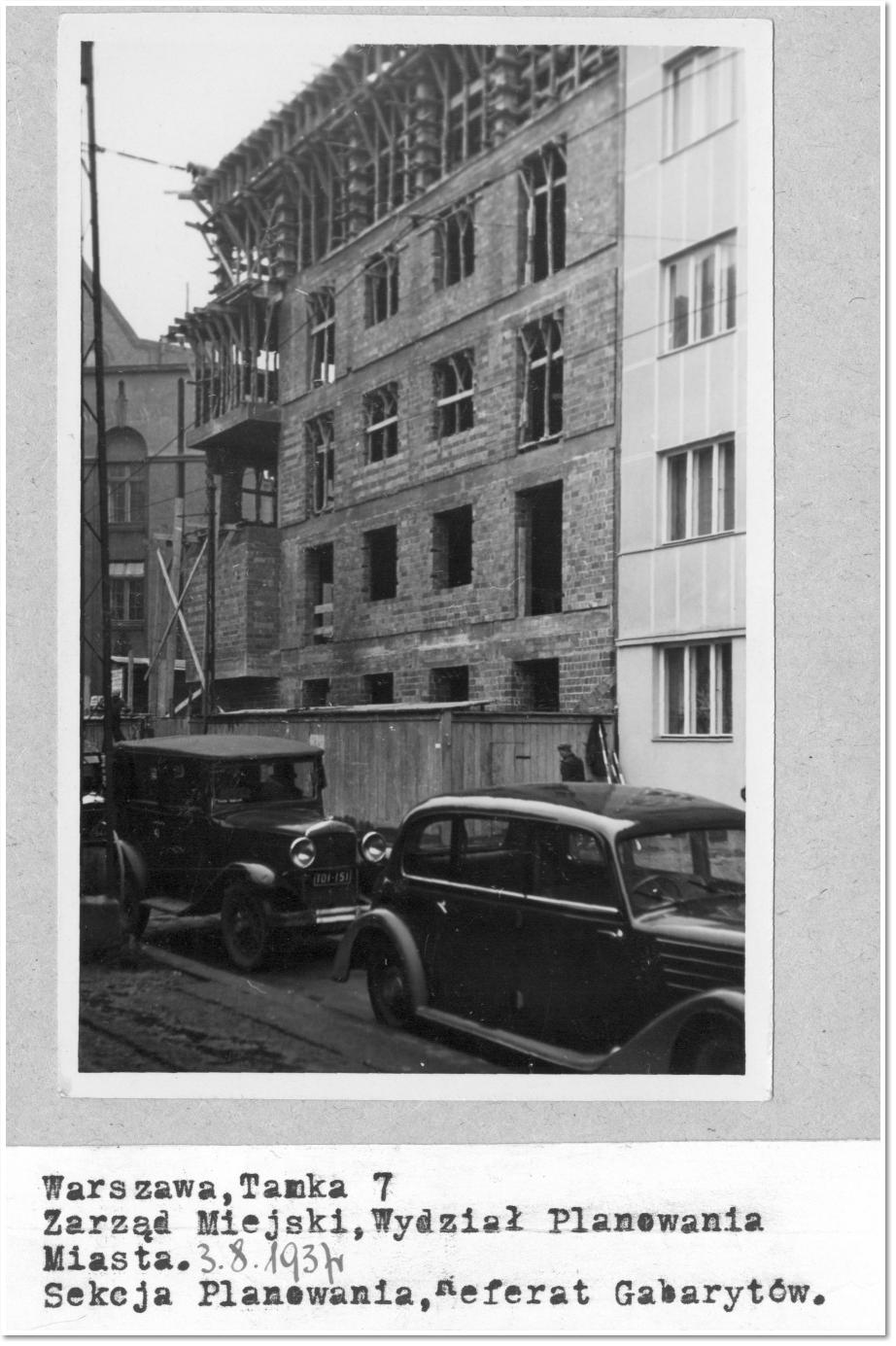
Строительство дома, 3 августа 1937

Фасад был полностью облицован камнем, в счетах указывается доплата за шлифовку облицовочного камня по всей поверхности что привело к увеличению стоимости проекта. Всего было использовано 716,17 м² шлифованного облицовочного камня. Отделка площади около 300 м² гладким шлифованным песчаником оценивалась в пределах от 15 000 до 20 000 злотых. Такая стоимость свидетельствовала о высоких расходах, связанных с данным видом отделочных работ, что делало его одной из очень дорогих облицовок на тот период времени.  Также использовано 26,46 п.м. блочного карниза из профилированного и шлифованного шидловецкого камня. В проезде использовался шлифованный камень толщиной 5 см, желтого цвета. В проезде и на эркере применялись блоки длиной 10,13 п.м. Для отделки цоколя со внутренней стороны использовались плиты с фактурой «ломаного» камня толщиной 15-20 см. Стены внутри двора дома и верхние части дома уровня 5 этажа были выполнены с использованием благородной штукатурки терраццо. На фасаде со стороны двора были использованы внешние дренажные трубы квадратной формы из цинково-медных сплавов.
Фасад украшает барельеф с оленем авторства Юзефа Клуковского, находящийся на эркере здания. Характерные элементы этого проекта отражают творчество Пневского, который использовал благородные материалы, игру с формами и минималистичным декором.

Барельеф оленя, украшающий фасад

### Вторая мировая война и Варшавское восстание
Во время оккупации здесь жила медсестра Ирена Романовска, в квартире которой хранилось оружие, некоторое время работала радиостанция, а также проводились тайные встречи.
Так же в доме проживал известный театральный деятель Иво Галл вместе с женой Галиной. Во время оккупации он организовал в своей квартире подпольную драматическо-театральную студию «Studio Iwo Galla».
Из воспоминаний Иво Галла: «1 сентября 1944 года нас разбомбили и подожгли. Семь фугасных бомб и несколько десятков зажигательных бомб. Со 2 по 3 сентября мы спасли его от полного сгорания, но после того, как электростанцию снова захватили немцы, нам пришлось покинуть подвалы и подвалы.»

### Восстановление после войны

Дом после разрушений, примерно 1945

С 1947 года управление зданием перешло под контроль PKO как ликвидатора учреждения Взаимного страхования Варшавско-Бялостокской медицинской палаты.
Поскольку дом принадлежал учреждению, перешедшему в ведение государства, и имел современную структуру, было принято решение восстановить его в довоенном виде. После войны фасад со стороны ул. Тамка сохранился до уровня 2(3) этажа, фасад со стороны ул. Смульковского сохранился до уровня 1(2) этажа. Часть фасада была покрыта временной крышей. Фасад со стороны двора сохранился частично, включая лестничные пролёты до уровня третьего этажа.
Разрешение на проведение строительных работ, связанных с восстановлением объекта, было получено 15 ноября 1948 года. Из чертежей восстановления видно, что проект предусматривал сохранение оригинального внешнего вида здания с некоторыми отклонениями, например, в новом проекте не предусматривались французские балконы со стороны ул. Тамка. Все восстановленные этажи имели отличную от оригинальной планировку, что видно по нынешним планировкам подъезда выше 3 этажа.
Однако восстановительные работы были реализованы не полностью, что подтверждают архивные документы.  В отчете о завершении работ по реконструкции объекта от 21 апреля 1950 года указано: «Здание по ул. Тамка 5 сейчас состоит из 5 этажей, фасад облицован плитами песчаника и штукатуркой. В годы войны, в 1944—1945 годах, верхние этажи здания были частично разрушены, в результате чего около 30 % облицовки песчаника и штукатурки было потеряно». Комиссия, детально изучившая объект на месте, пришла к выводу, что плитки, которые ещё сохранились на фасаде со стороны ул. Тамка, были восстановлены только до уровня окон 1(2) этажа, а верхняя часть осталась повреждённой до краев 2(3) этажа, а со стороны ул. Смульковского — от 2(3) этажа до нижнего края окон 1(2) этажа. На фасаде места после снятых каменных плит были заполнены кирпичом. Установленные плиты на фасаде здания планировалось укрепить. Весь фасад здания был оштукатурен известково-цементной смесью с добавлением краски, которая создавала эффект каменной облицовки. Верхнюю часть фасада в штукатурке, оставленный без камня, был отделен небольшими карнизами. Французские балконы со стороны ул. Тамка было решено сохранить до уровня 1(2) этажа в неизменном виде.

План восстановления дома
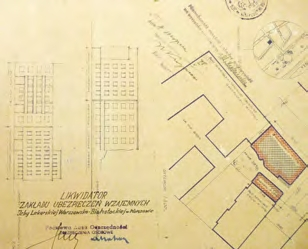
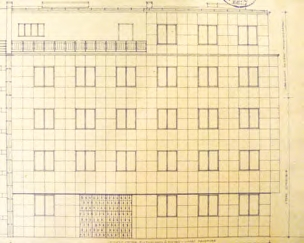
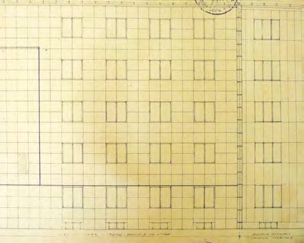
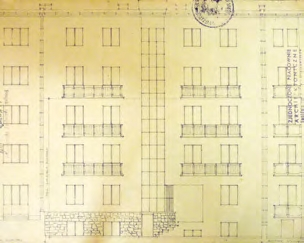

В письме от 26 апреля 1950 года Департамент строительства PKO обратился в Отдел строительной инспекции Варшавы с предложением согласовать изменения в облицовке фасада здания по ул. Тамка 5. Комиссия установила, что каменные плиты на первом и частично втором этажах сильно повреждены и не подлежат ремонту, предложив использовать их повторно на первом этаже. 9 мая 1950 года строительная инспекция согласилась, при условии, что облицовка будет завершена на обоих фасадах на одном уровне. Позднее были даны временные разрешения на сохранение двух полос песчанника на стороне улицы Смульковского до конца 1951 года. Позже плиты были небрежно сняты в результате чего со стороны улицы Смульковского образовались две выделяющиеся полосы и торчащие анкеры ближе к северному краю дома.

## Архитектура

### Стиль и характерные особенности

Панель с инициалами Пневского

Это угловое модернистское сооружение в духе романтического функционализма состоит из двух пересекающихся объемов — пятиэтажного со стороны ул. Тамка и четырехэтажного со стороны ул. Смульковского. Первый этаж и фасад здания имеют высоту до второго уровня с выступающей гранью со стороны ул. Тамка. В настоящее время фасад первого этажа облицован песчаником. На стенах также есть панели с инициалами Пневского, что, по словам Марека Цапельского, исследователя его творчества, может свидетельствовать о «особом удовлетворении архитектора при выполнении этого проекта» (М. Цапельский, Богдан Пневский — варшавский архитектор XX века, Варшава 2008, стр. 135).
Дом содержит множество кованных элементов: светильники двух видов, двух адресных табличек, оригинальной лестничной клетки. До 2 этажа сохранены оригинальные двери, ручки и таблички с номером квартиры.

### Барельеф оленёнка

Фото барельефа из журнала Świat 1939 г.

Барельеф оленёнка  находится на северной стороне дома на глухом-эркере на высоте 1(2) этажа и является символом дома, он был выполнен одним из выдающихся польских скульпторов Юзефом Клуковским,  к тому моменту завоевавшим несколько медалей на Олимпиаде в конкурсах искусств.
На барельефе изображен олень-самец, запрокинувший голову, демонстрируя большие рога. Он ест кусочек зелени. На заднем плане изображены деревья и зелень. Олень стоит на скале у берега над волнами.
На фотографии из журнала Świat за 1939 год, можно также увидеть ранее изображение барельефа и  фрагменты плит, которые были шлифованы с гладкой поверхностью из песчаника.
Бронзовая копия барельефа хранится в Польском музее в США в Чикаго.
Ведется дискуссия, основанная на воспоминаниях жильцов, о наличии утраченных элементов барельефа, но у версии нет документальных подтверждений. А так же есть версия что это не олень а лань.

Современный вид на барельеф
Бронзовая копия в музее в Чикаго
Общий план с барельефом

## Известные жильцы

### Иво Галл

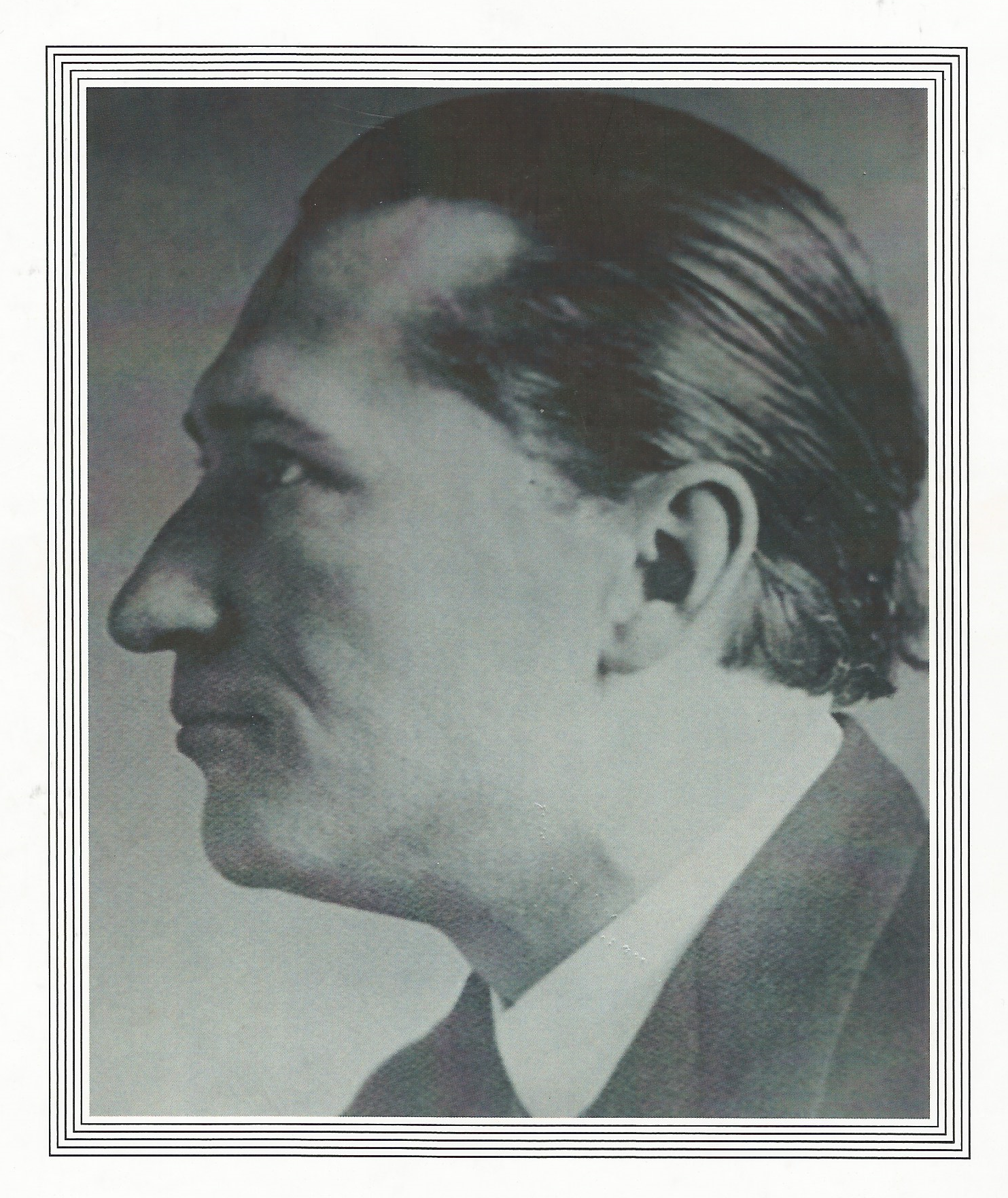
Иво Галл

В доме проживал известный театральный деятель Иво Галл вместе с женой Галиной. Во время оккупации он организовал в своей квартире подпольную драматическо-театральную студию — «Studio Iwo Galla». Иво жил со стороны ул. Смульковского. В 1941 году появились первые просьбы о проведении уроков. В конечном итоге сформировалась значительная группа: Hanna Sewer (инициировала будущее Studio Iwo Galla), Renata Kossobudzka, Jadwiga Karczewska, Maryla Kochańska, Maria Zakrzewska, Krystyna Dłuszyńska, Barbara Fijewska, Wanda Maliszewska, Stanisława Gromadzka, Zofia Perczyńska, Diana Srzednicka, Melania Klaczyńska, Joanna Siebauer, Nina Januszewska, Sylwia Łakomska, Barbara Krafftówna и Danuta Mancewicz, Bohdan Fidziński, Leopold Maliszewski, Włodzimierz Kwaskowski, Jerzy Michalewicz, Maciej Maciejewski, Wiktor Arnoldt. Кроме того, Иво обучал ещё семерых молодых архитекторов-сценографов.
Согласно распоряжениям немецких властей, в доме должен был быть сторож. Поскольку дом принадлежал медицинской палате, эту роль взял на себя администратор от лица палаты, инженер Казимеж Керзковски. Он был в курсе работы студии и предупреждал о каждом появлении немцев. Работа артистов начиналась в 8:00 утра и продолжалась весь день, практически до начала комендантского часа. Участники занятий занимались дикцией, громким чтением, анализом текста и сценическими репетициями. В ноябре 1943 года состоялся первый показ фрагментов произведений, а затем последовали и другие, в том числе в квартире семьи Забельски этажом ниже.

### Ирена Романовска

Ирена Романовска

Госпожа Ирена, известная в военное время, награждённая медалями медсестра, во время войны работала в Варшаве в Уяздовском госпитале. Она была солдатом Армии Крайовой (псевдоним: Irena), занималась диверсиями и распространяла подпольную прессу.  Во время Варшавского восстания Ирена была крайне активна: её квартира служила местом работы радиостанции, хранения оружия и локальным штабом для проведения собраний.

## Современное состояние

### Текущее состояние и окружающая среда
На текущий момент на нижних этажах располагаются в основном офисы а на первом этаже находится детский сад. Ведутся дискуссии о восстановлении первоначального вида здания с фасадами из песчаника. Было предложено хотя бы частично восстановить фасад на улице Тамка для того, чтобы создать красивое обрамление для барельефа оленя однако на момент 2024 года фасад все еще не восстановлен.
В 2008 году у ворот прошла выставка работ Stanisława и Bogny Hiszpańskich.
В доме была восстановлена оригинальная адресная табличка и установлен лифт.

## Галерея

Современный вид здания снаружи и внутри
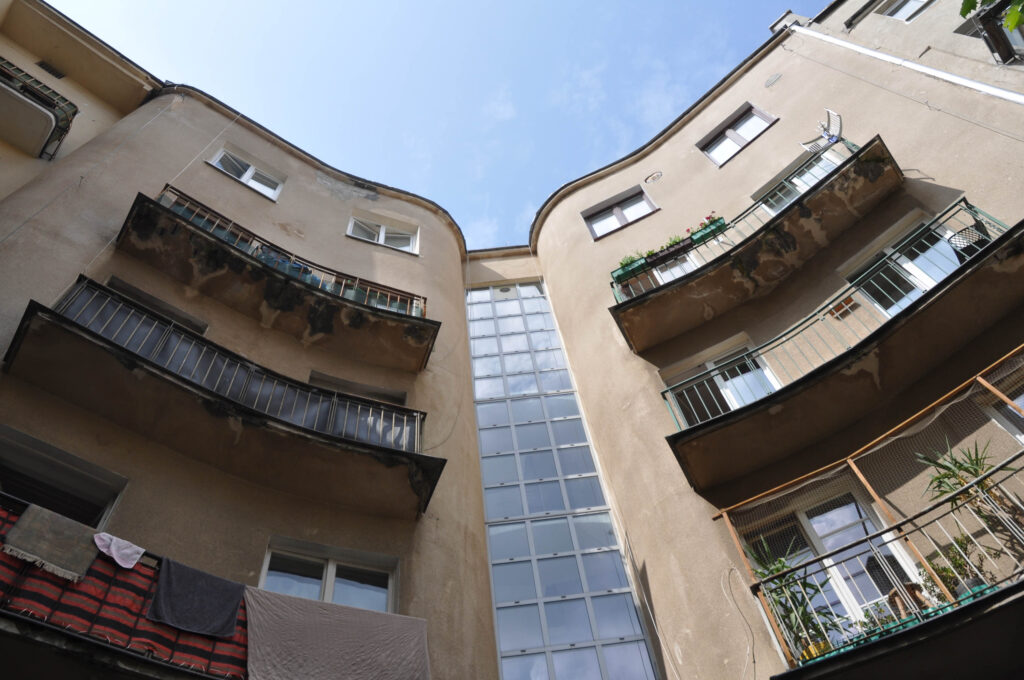
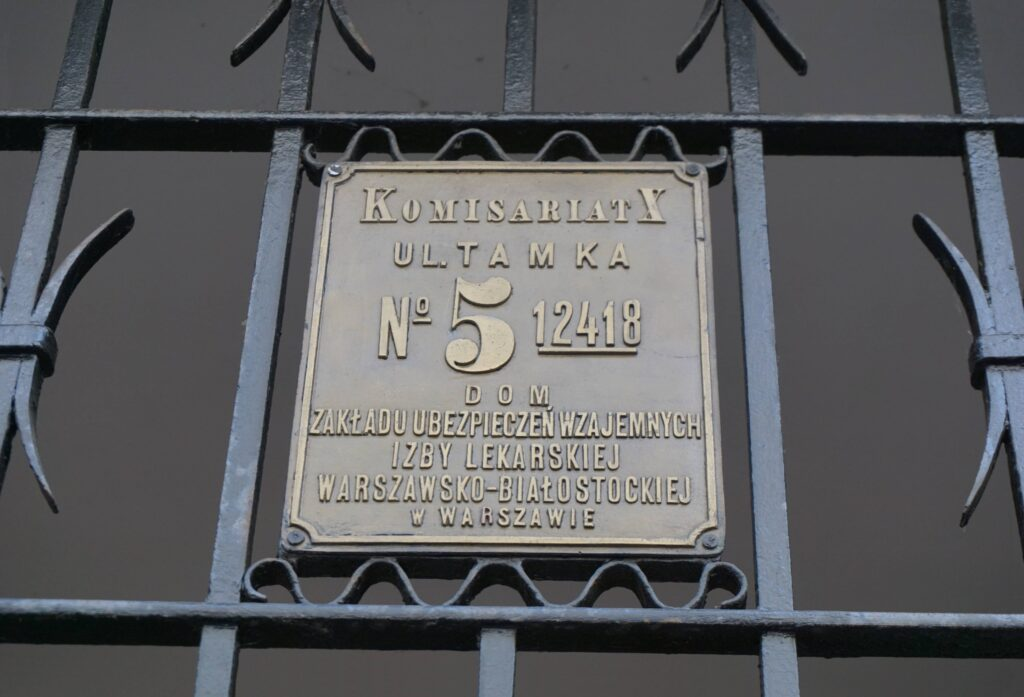
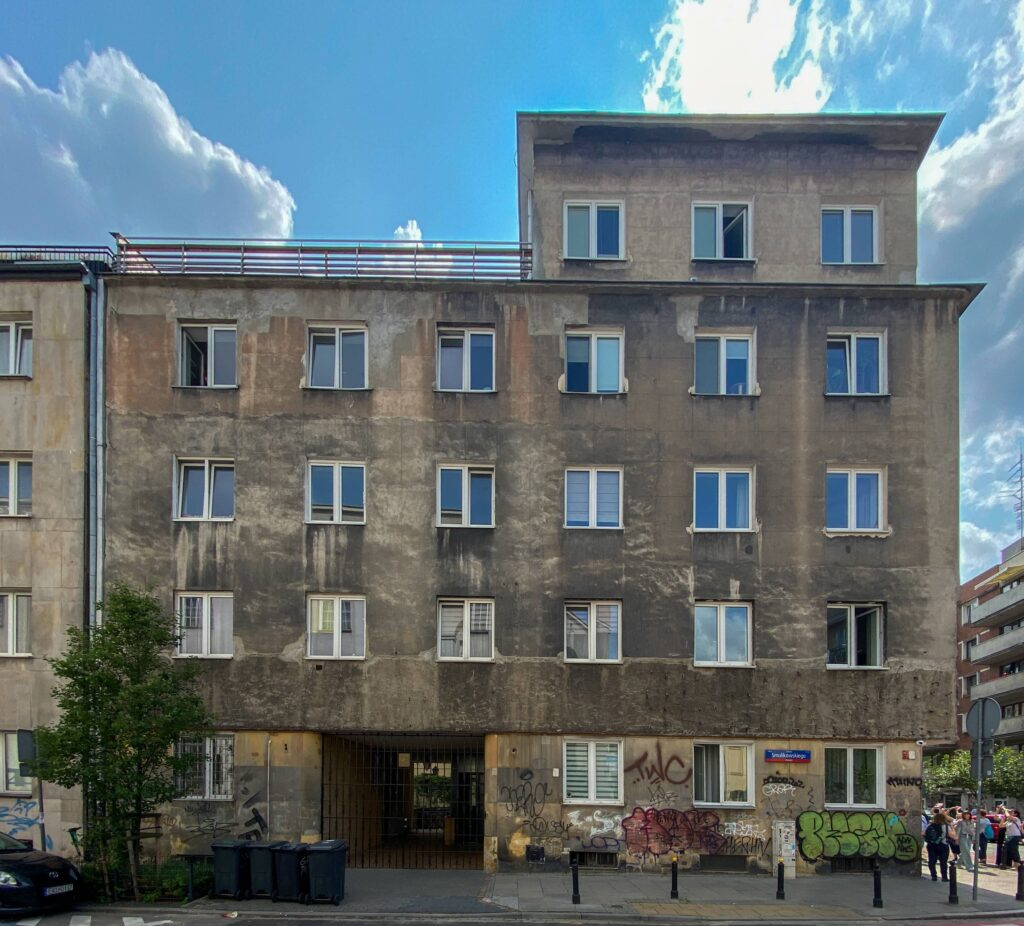
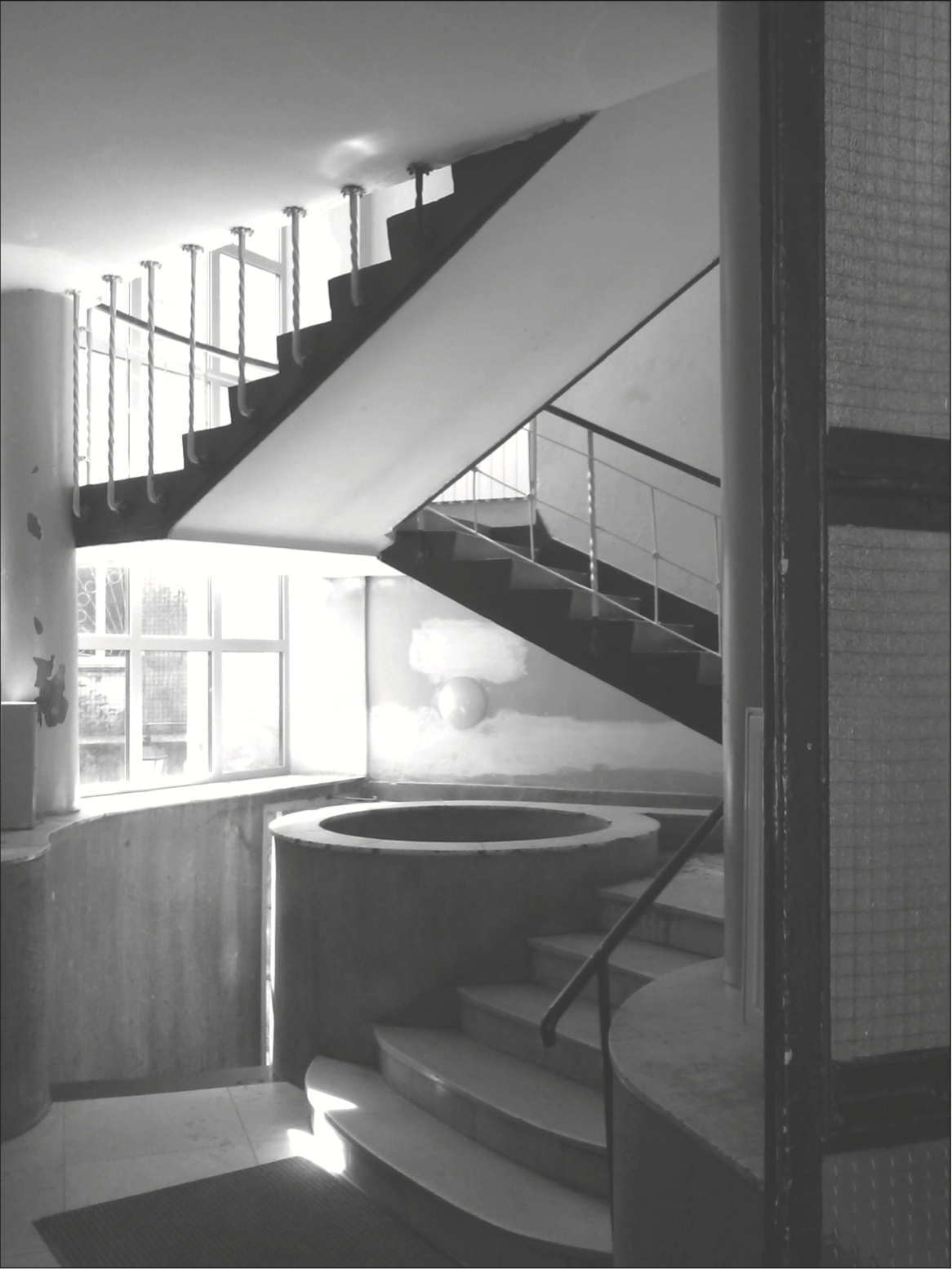
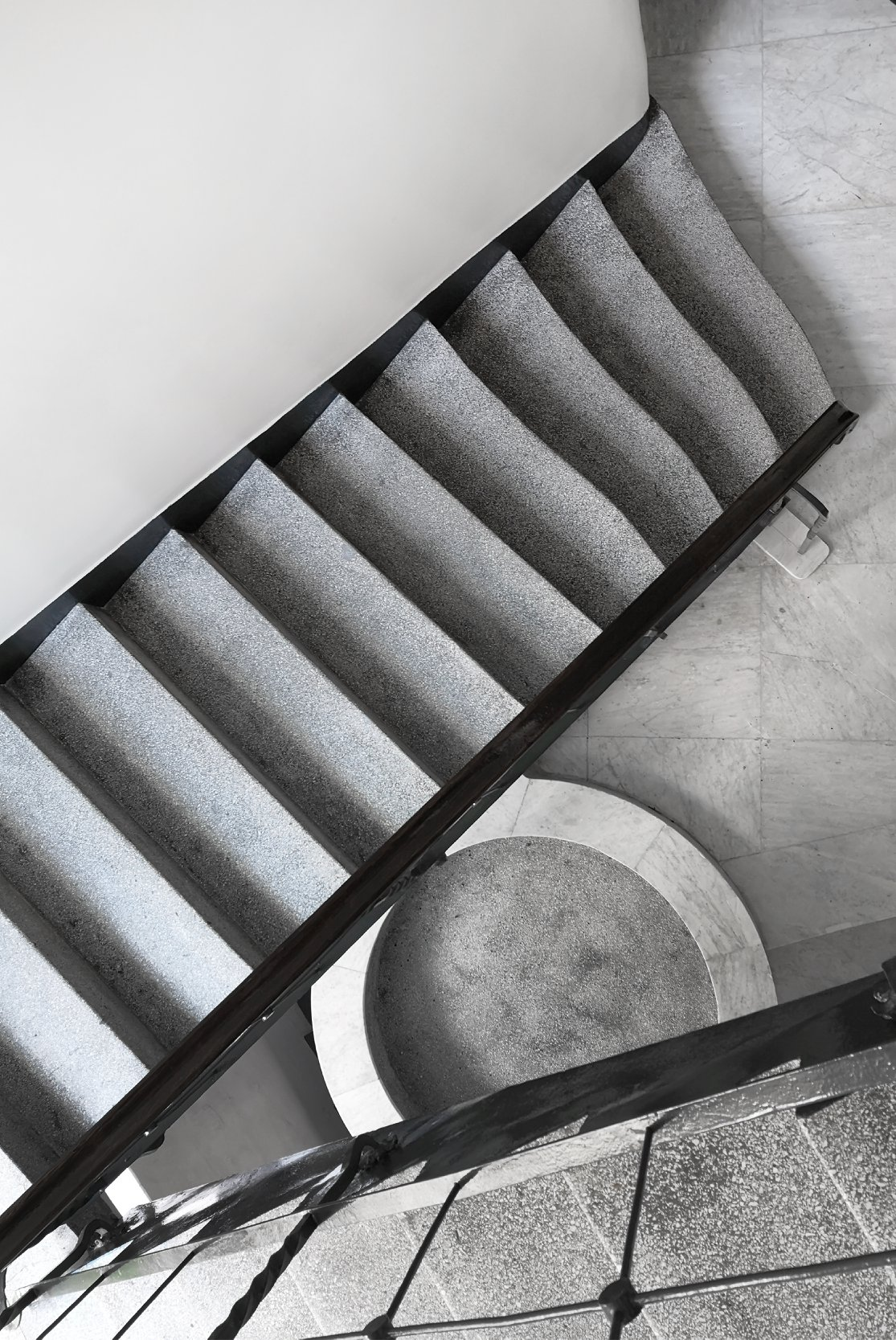
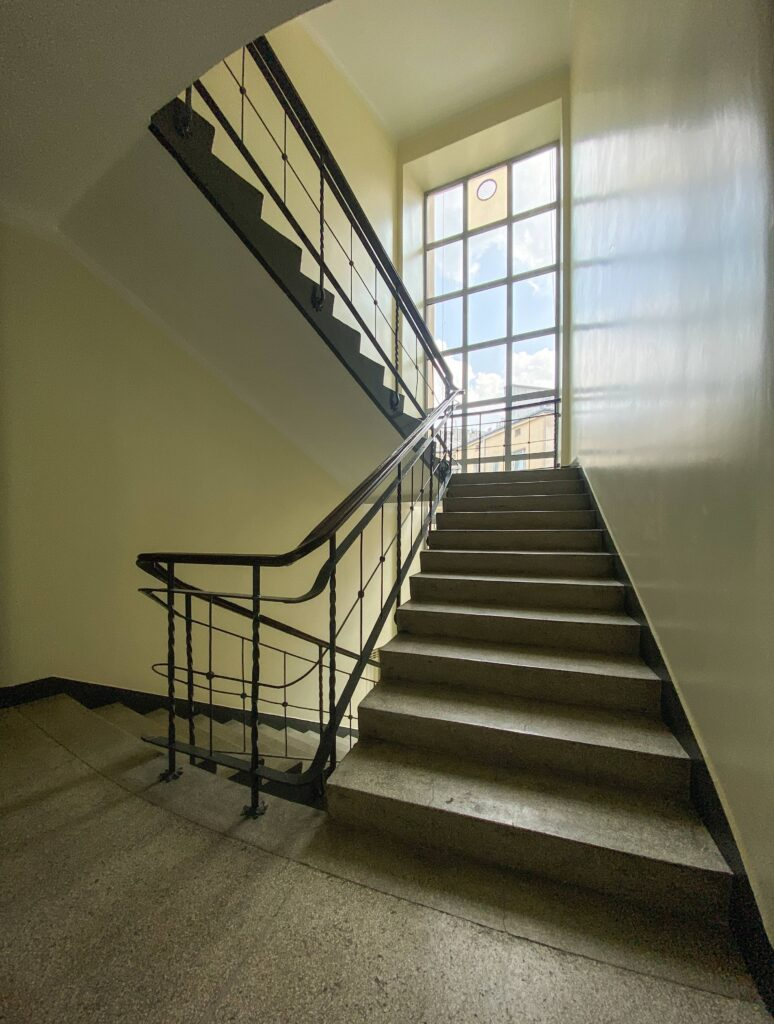
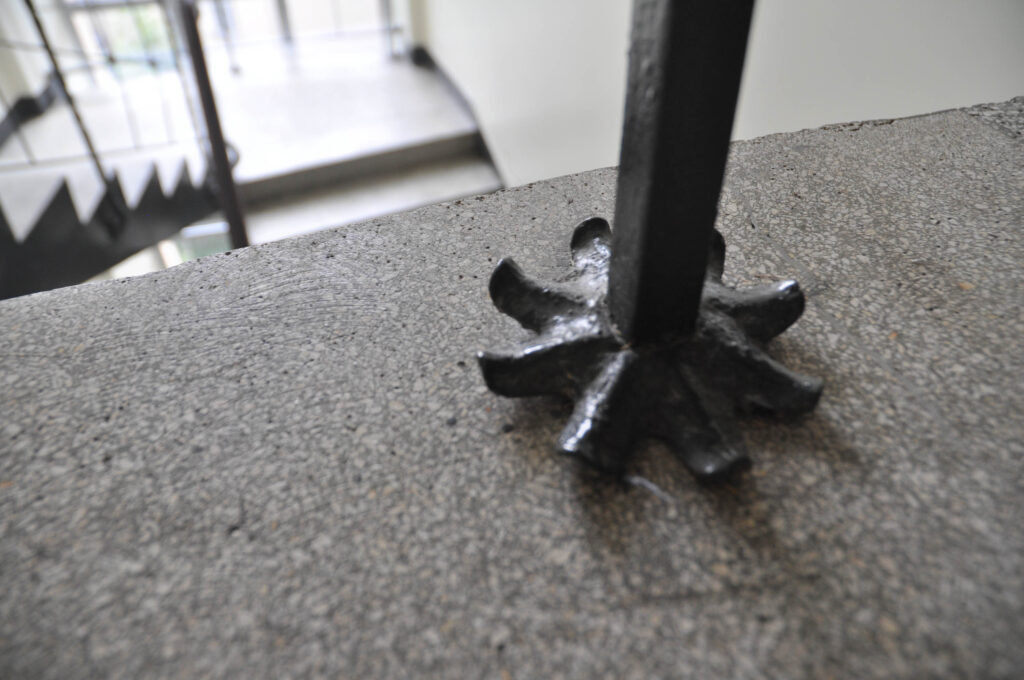
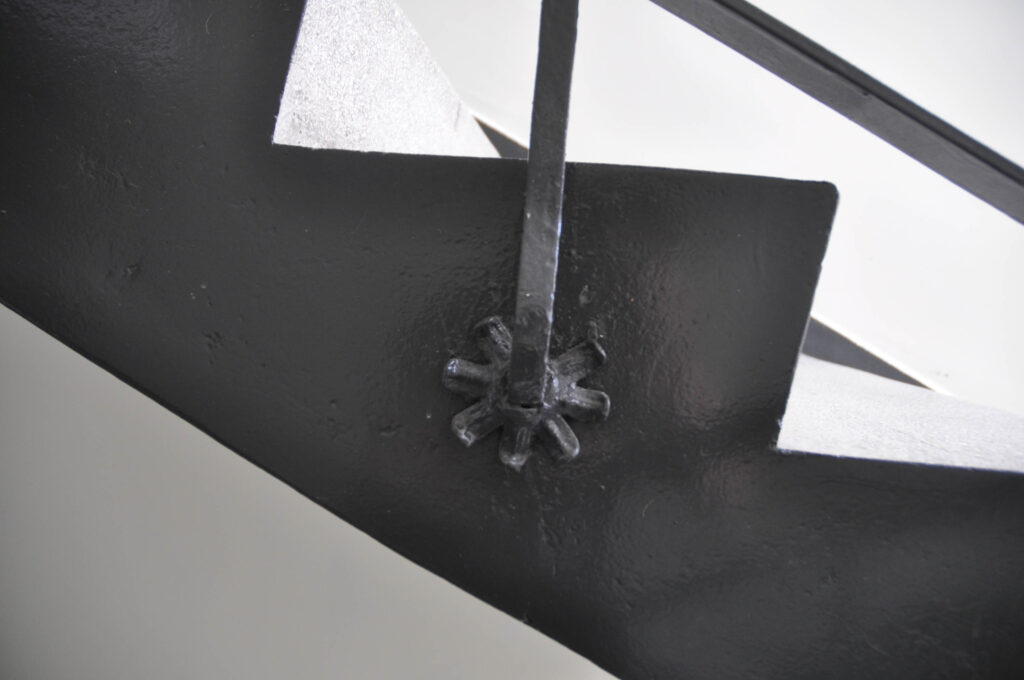
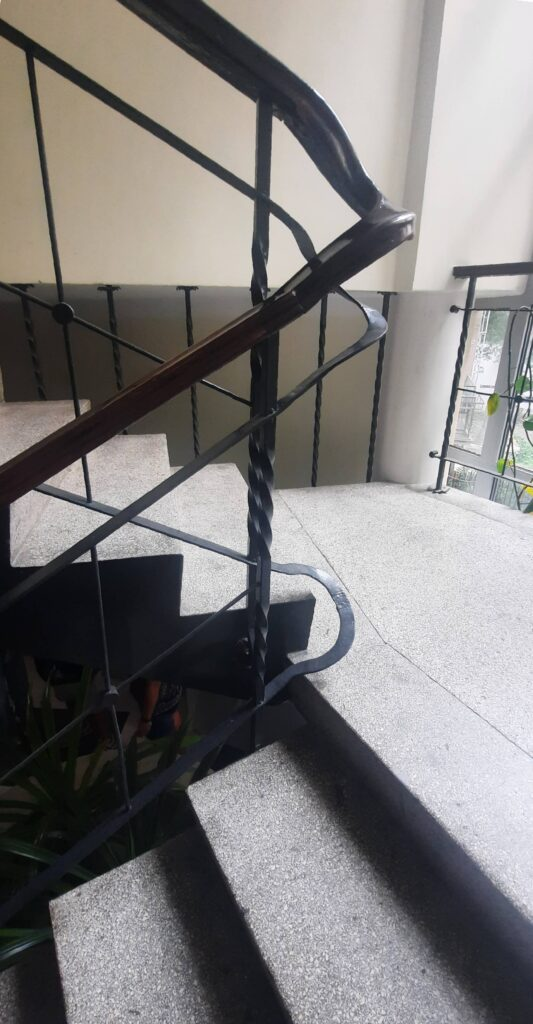
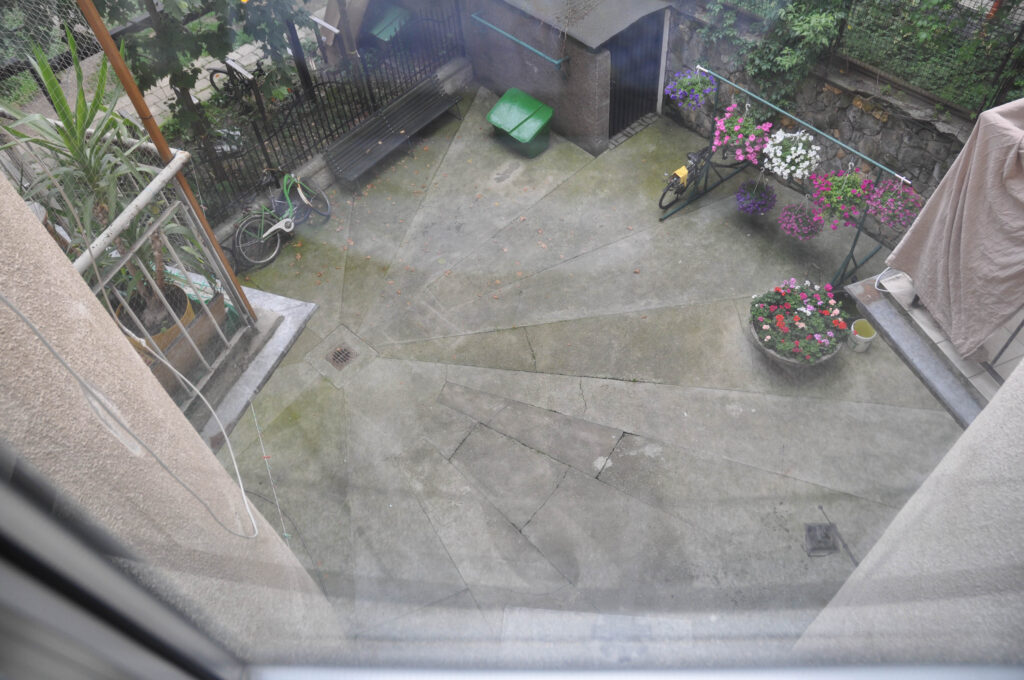
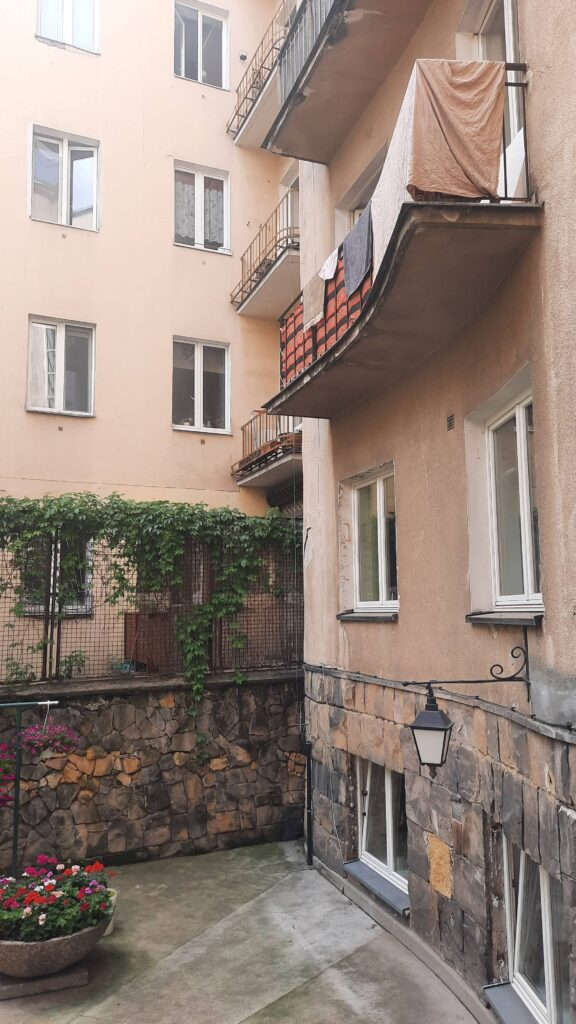
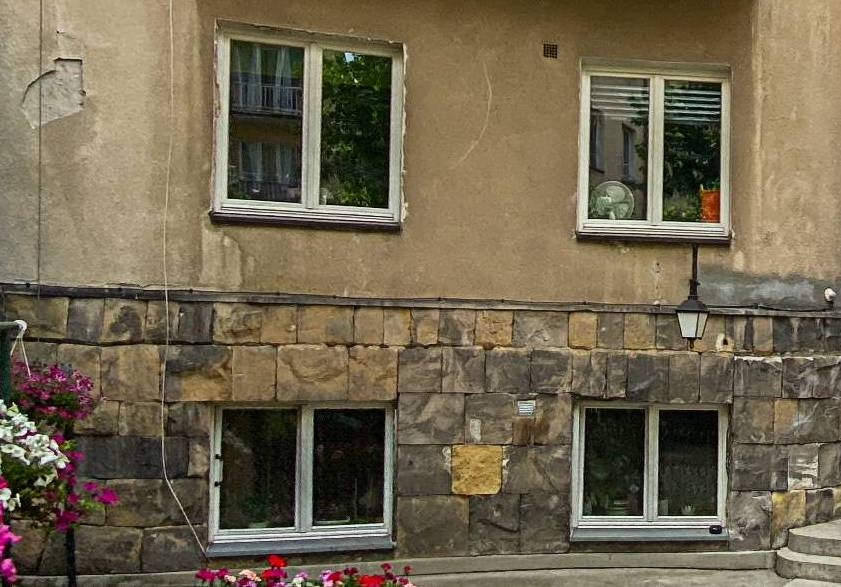
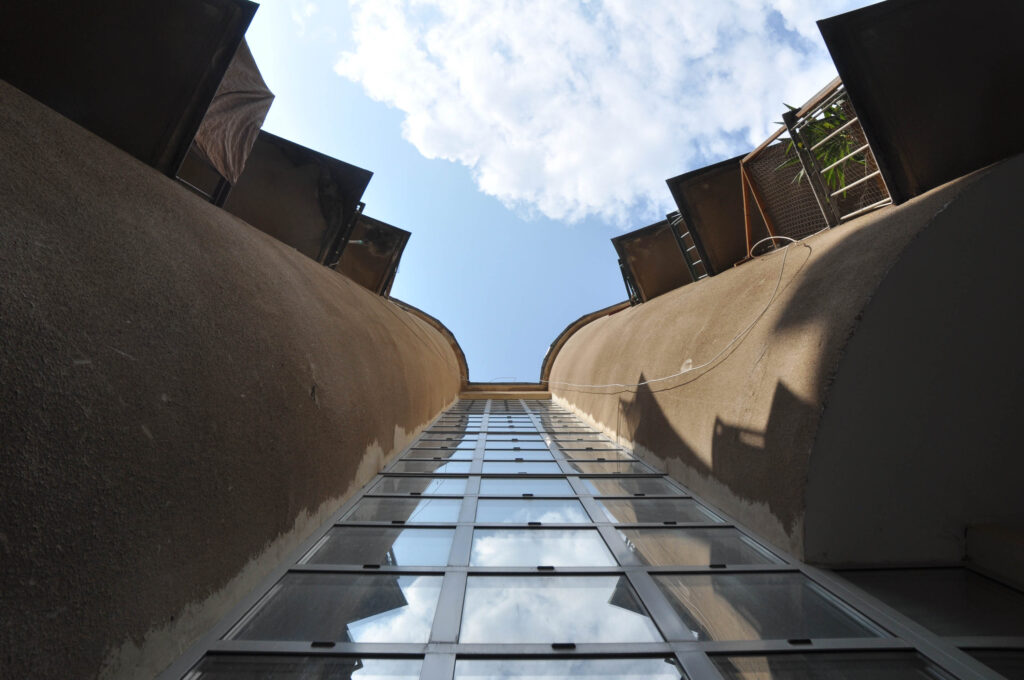
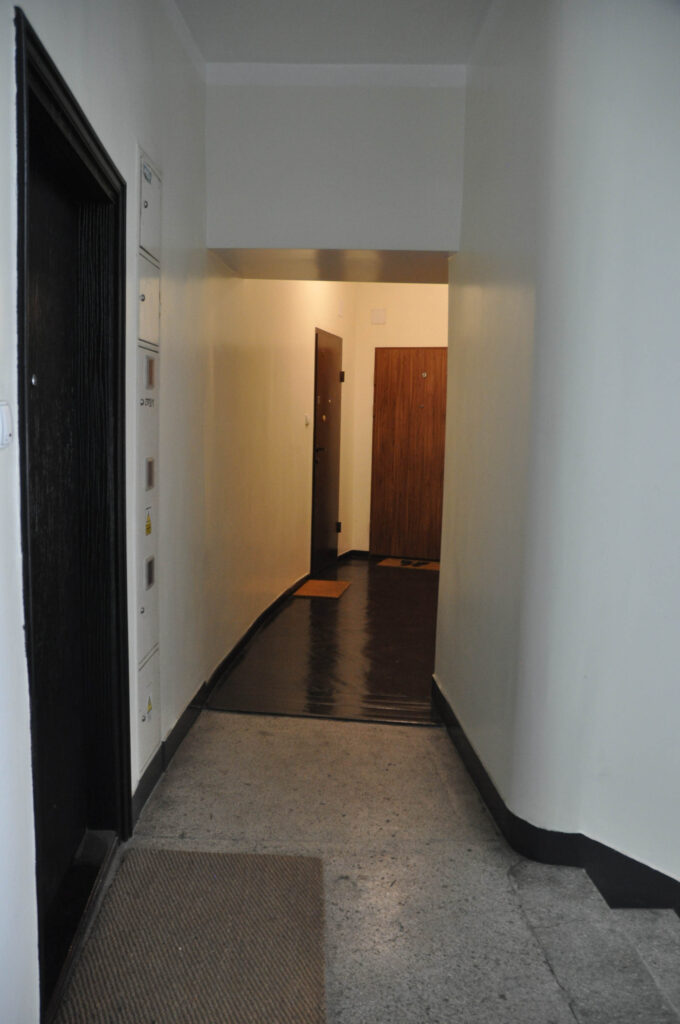
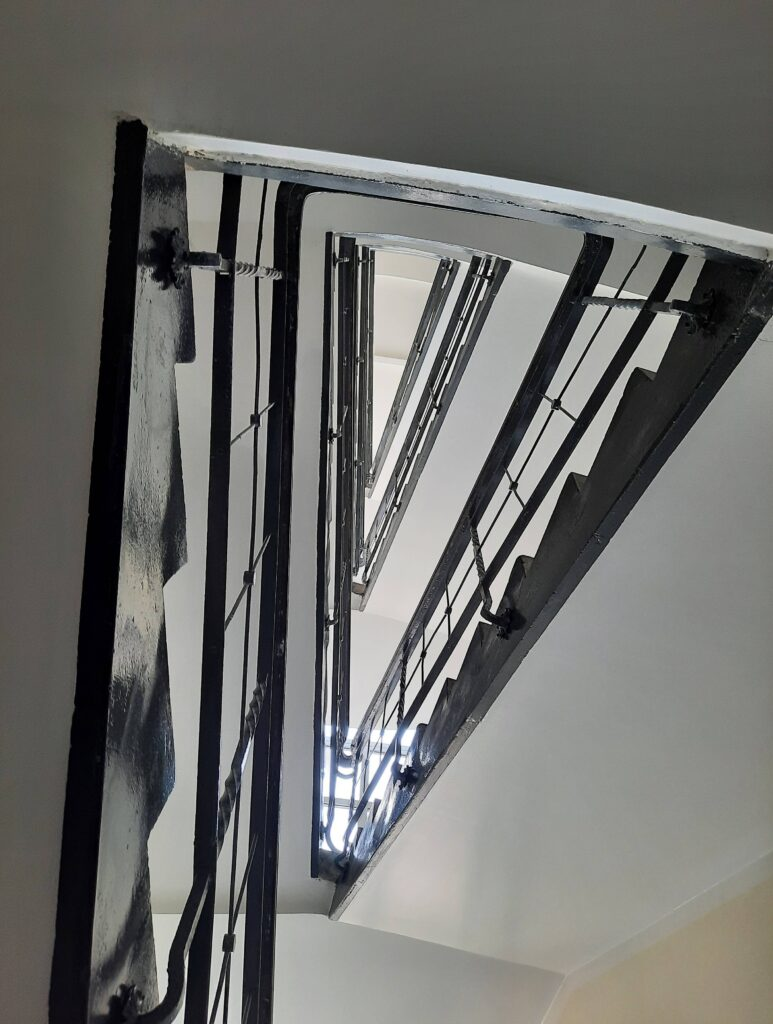
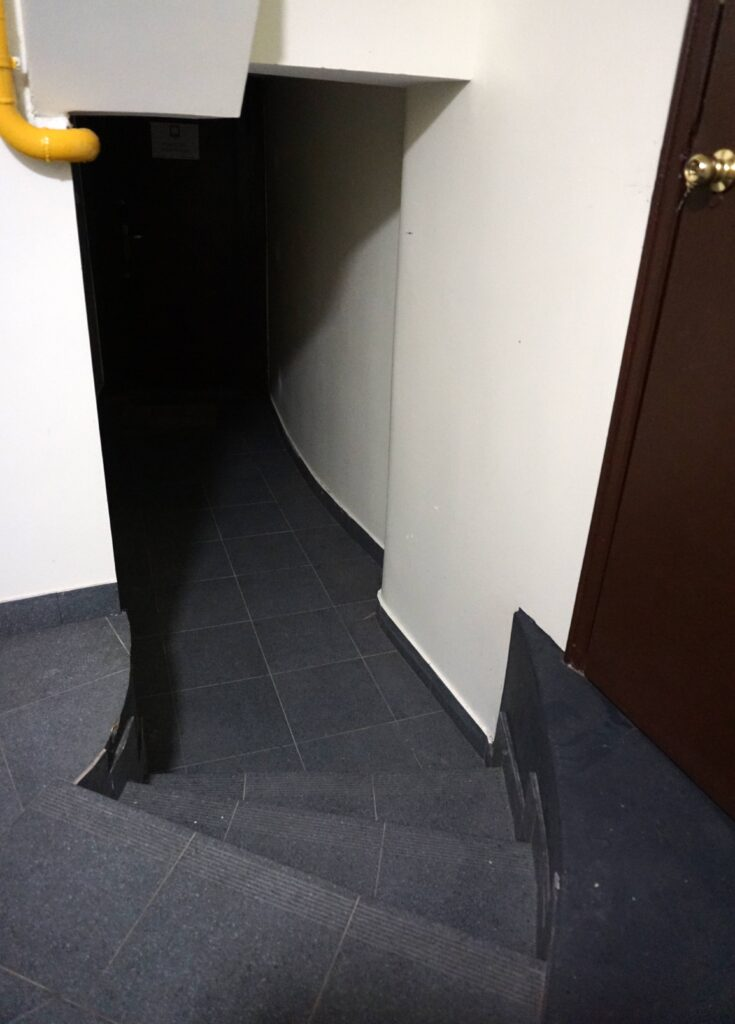
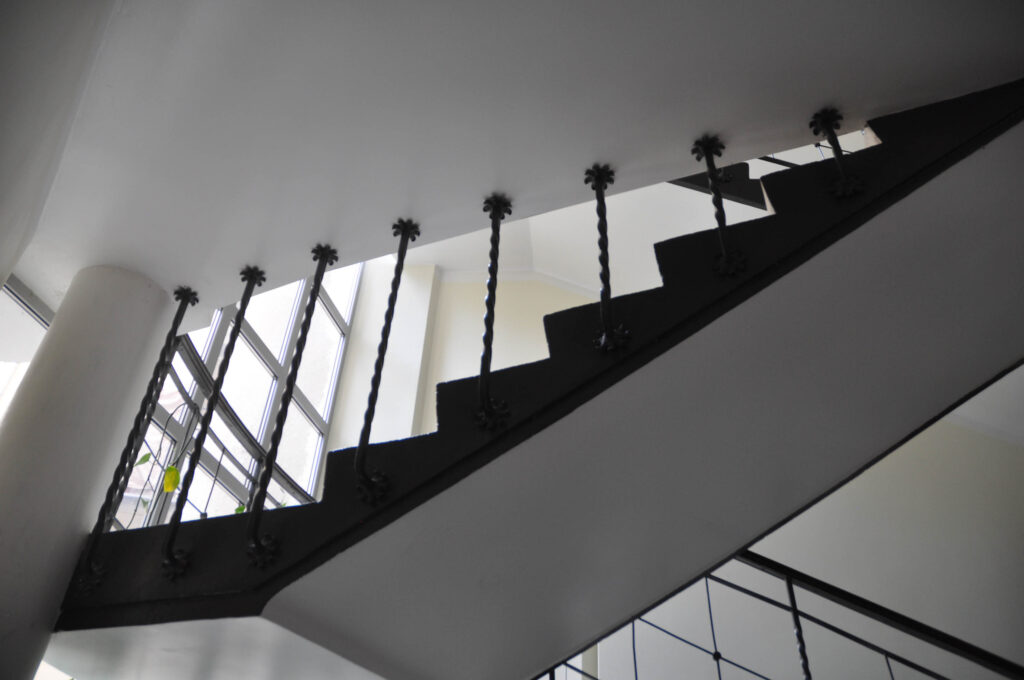
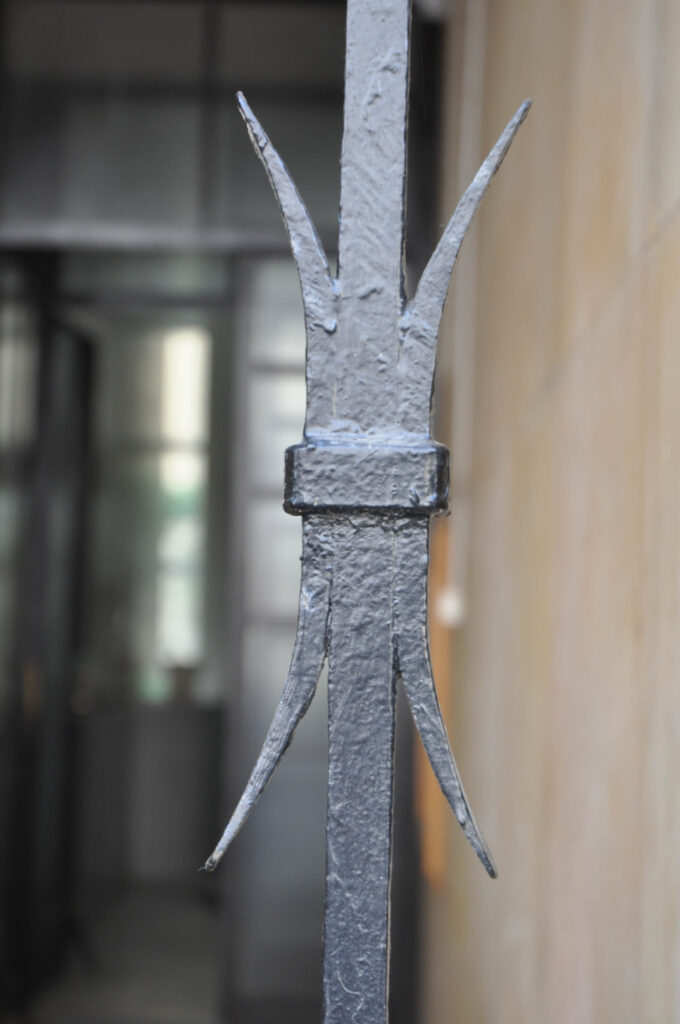
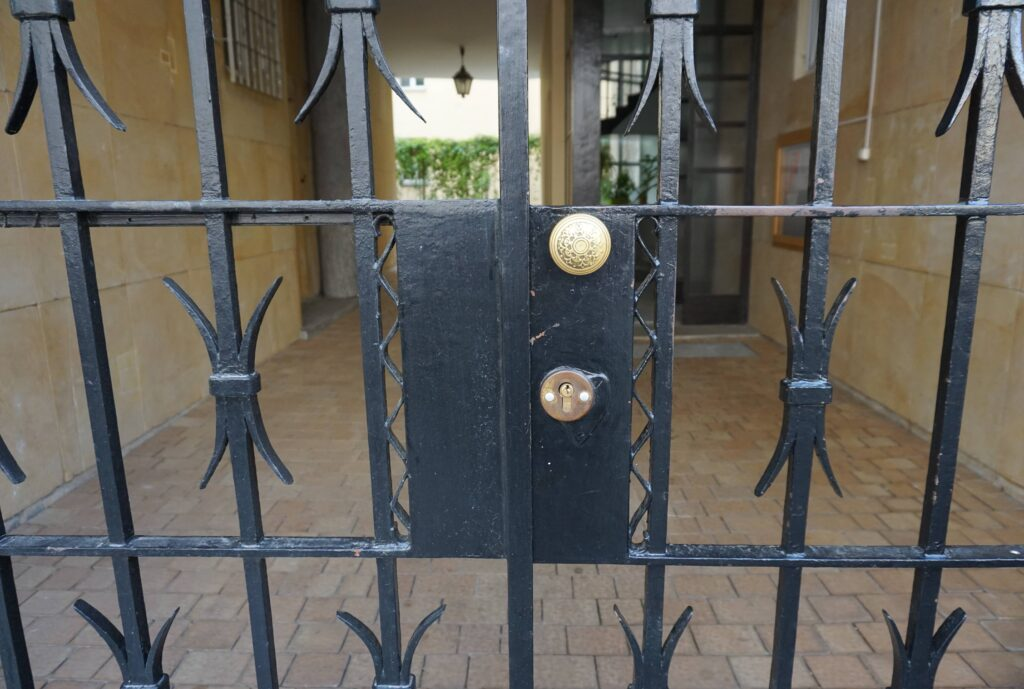
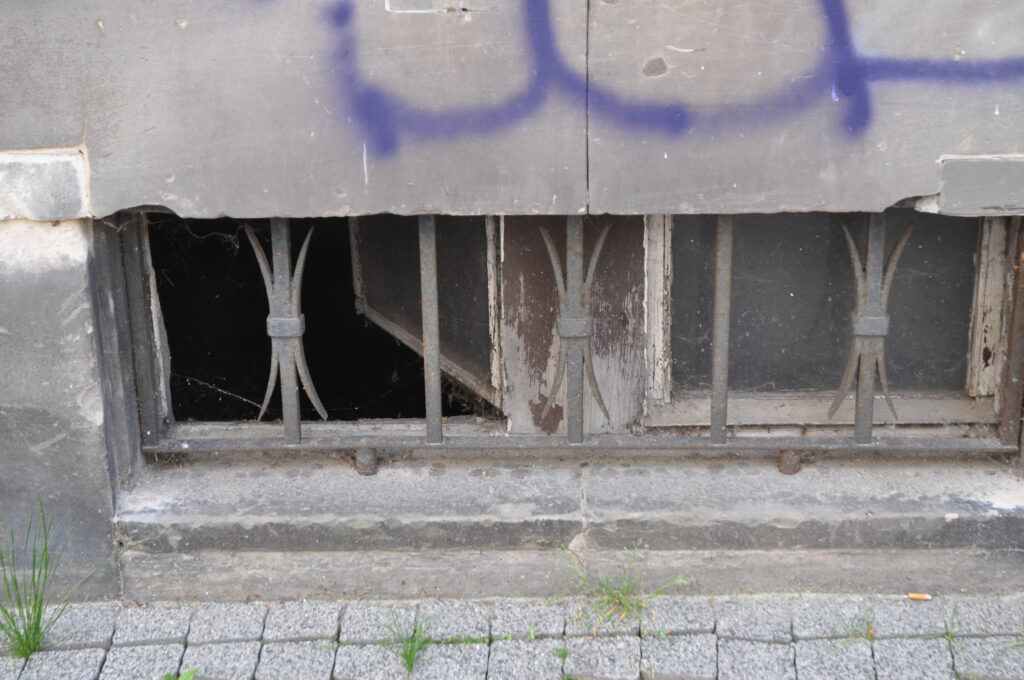
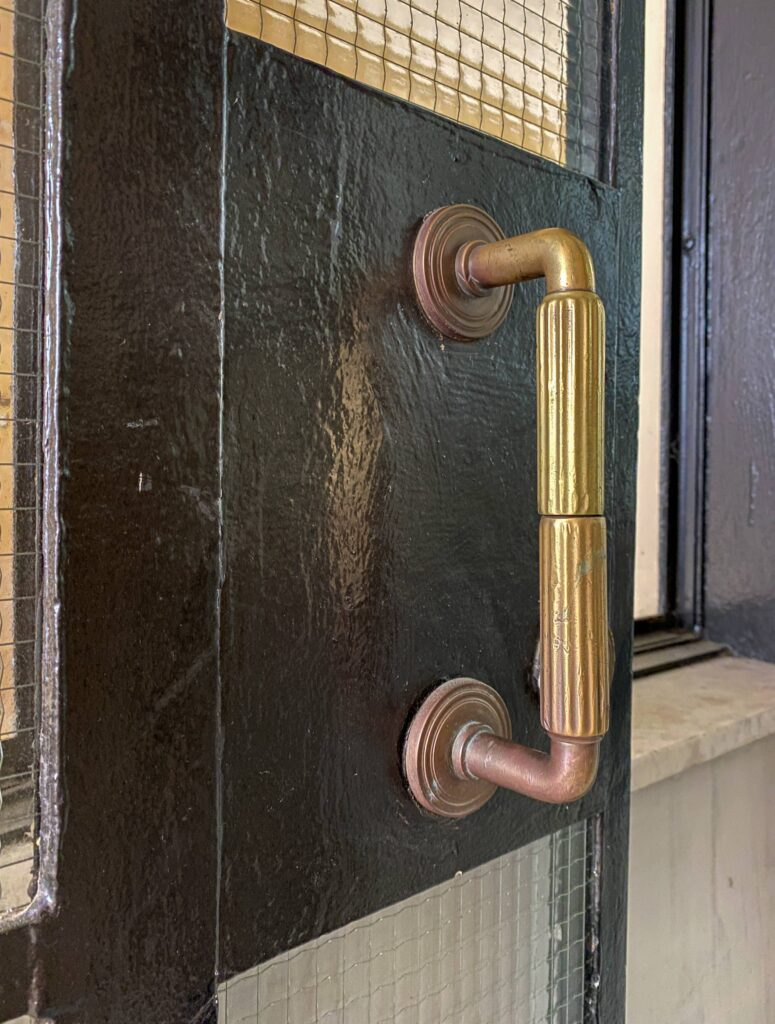
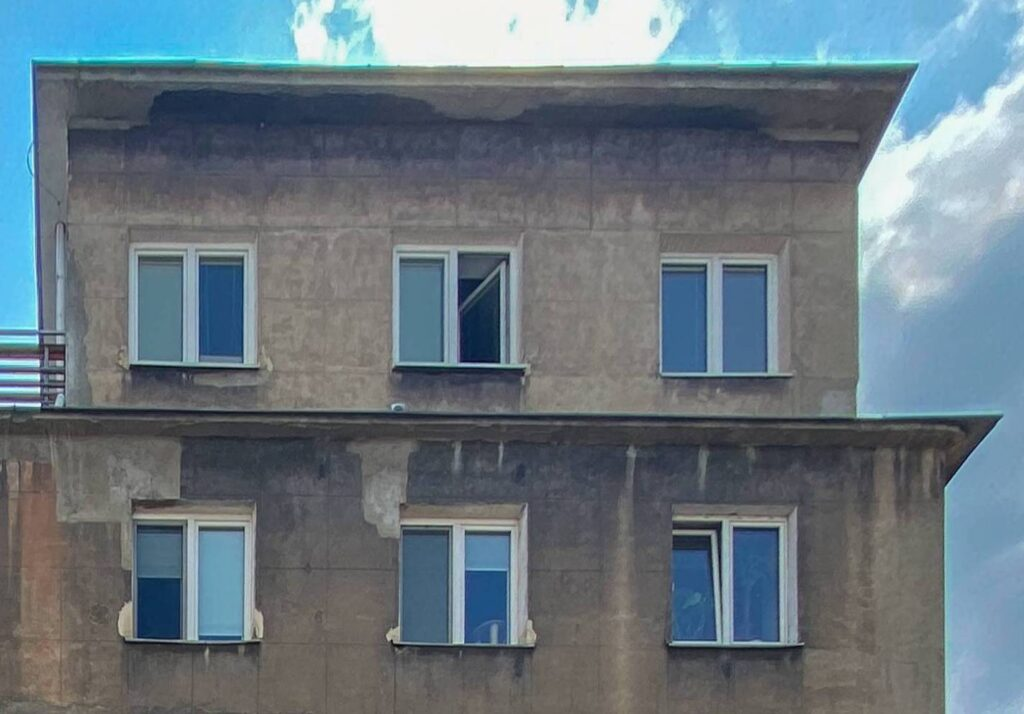
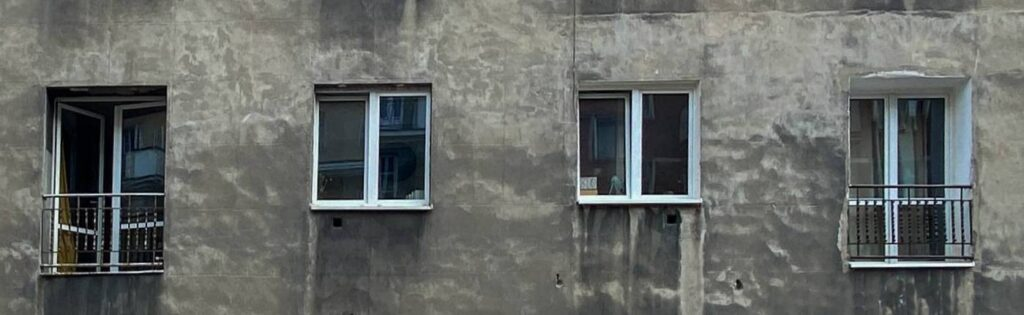
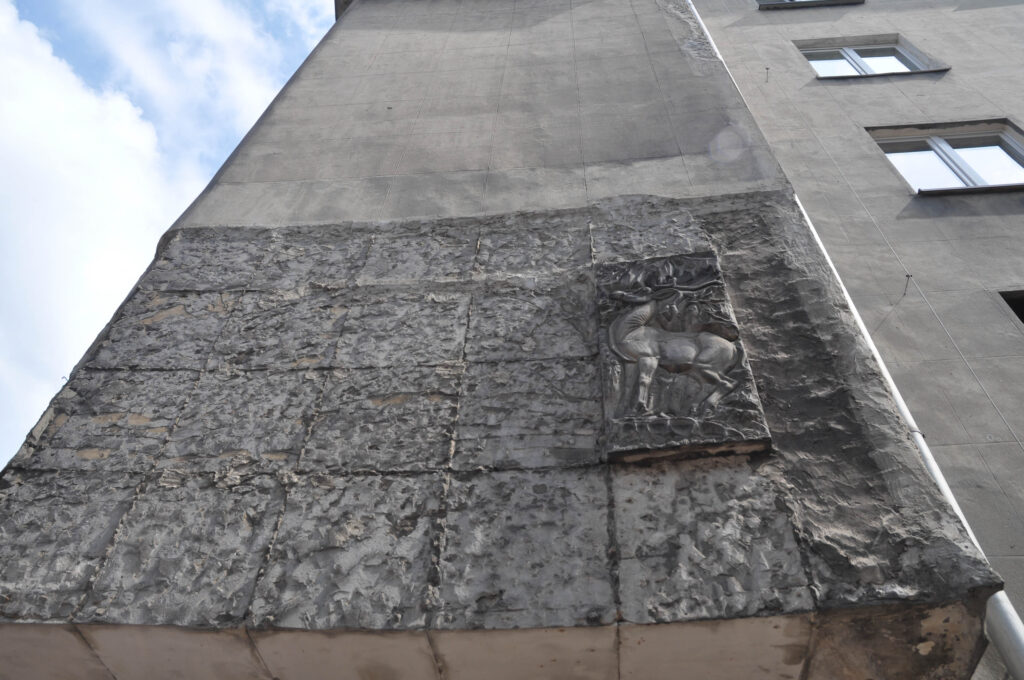
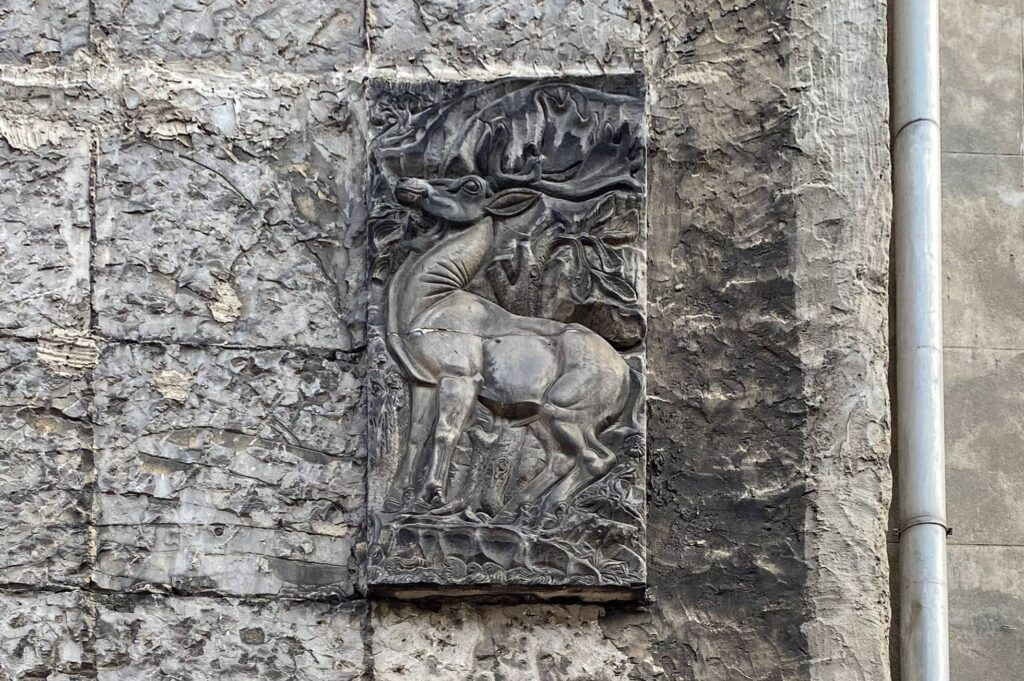

Исторические фотографии фрагментов дома
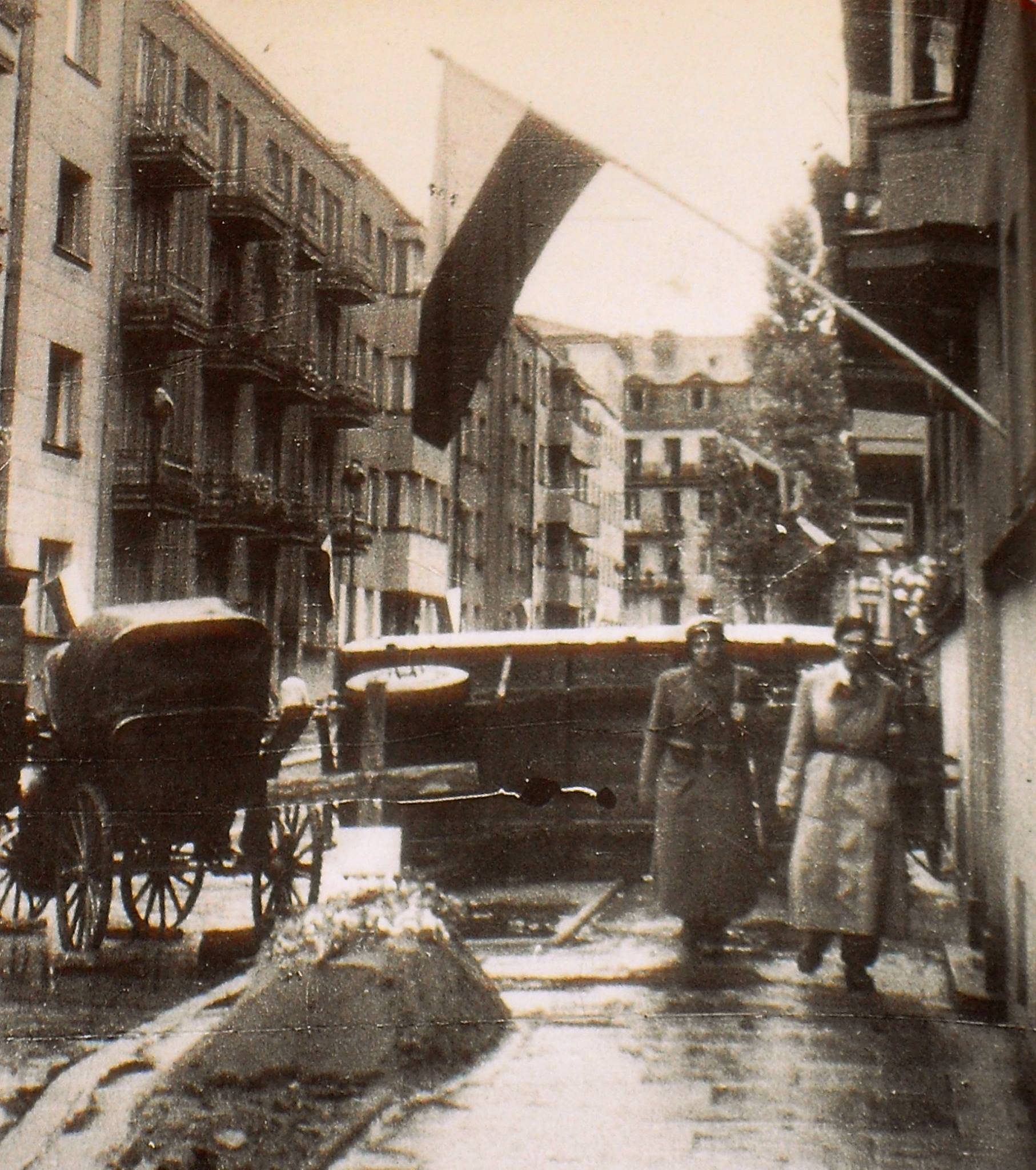
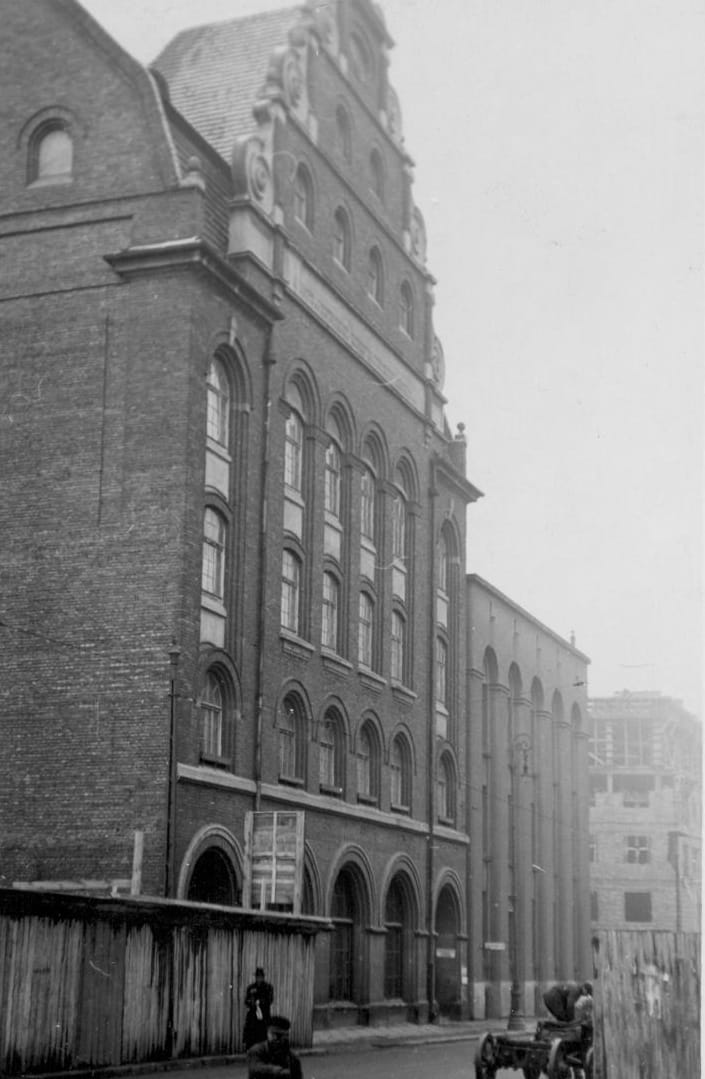
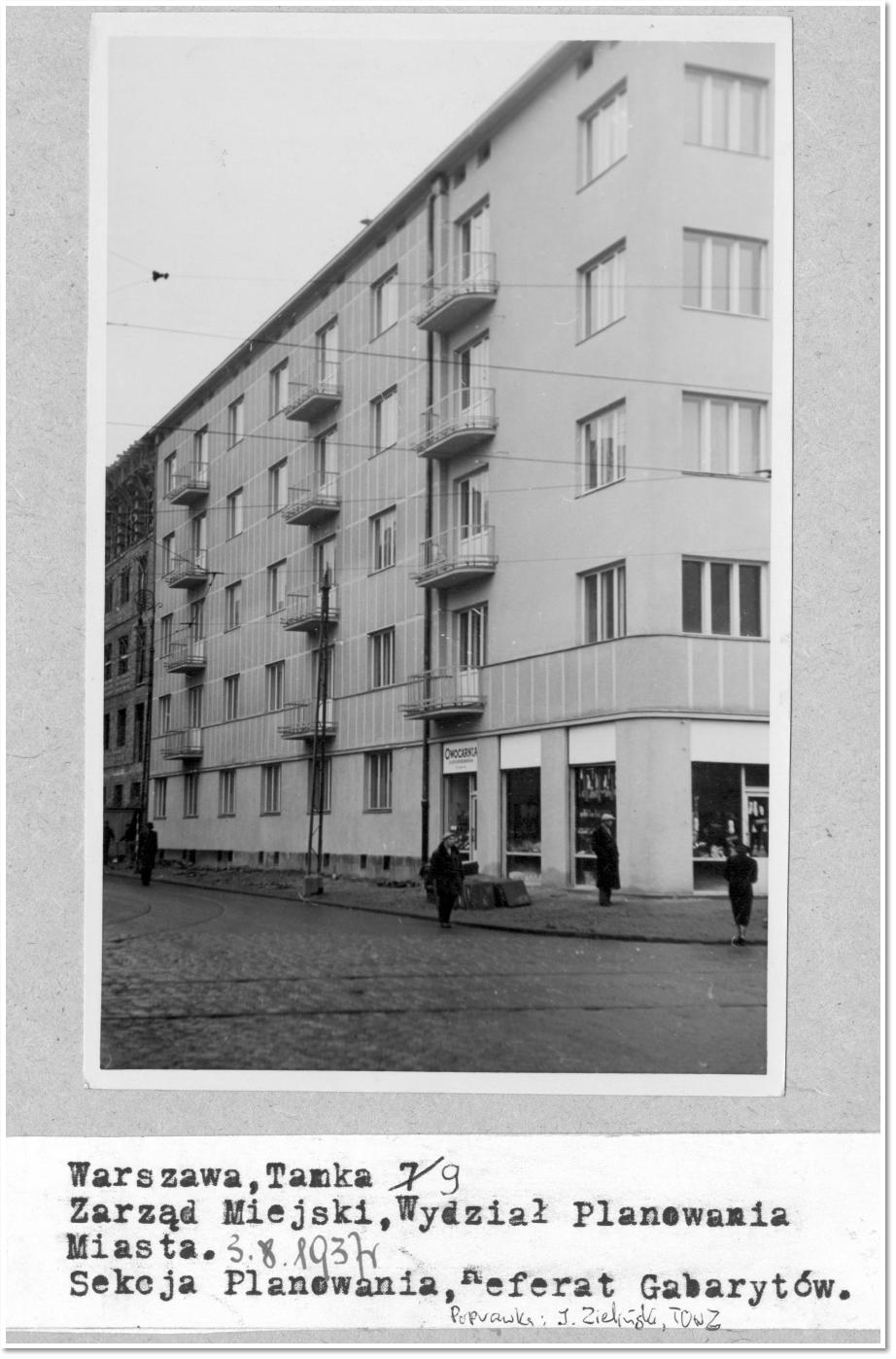
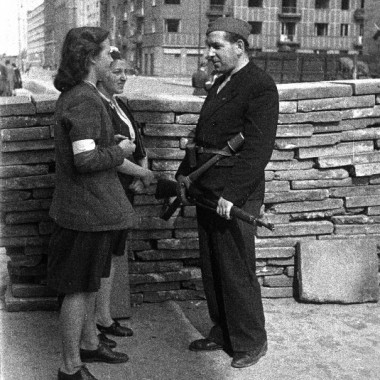
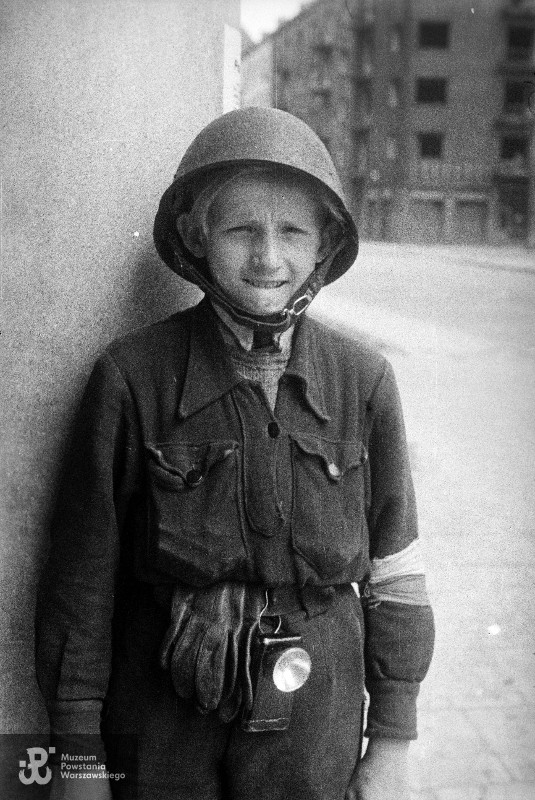